# 斜格主語
斜格主語（しゃかくしゅご、英語：quirky subject,oblique subject）は、ある種の動詞の主語が主格・呼格以外の格（斜格）を主語に取ると規定されていることによる言語現象。 
例えば、標準的な英語では、主語は通常主格のため、Me like himのような文は非文法的である。多くのまたはほとんどの現代の主格対格型の言語においてはこのルールが固定されており、主語は主格となる。そしてほとんどすべての主格対格型言語がすべての動詞を同様に扱う。アイスランド語は例外的に多くの斜格主語を持つ現代印欧語であると言われているため、言語学にとって興味深い言語である。例として、Mig (me) vantar (needs) penna (a pen-accusative). (私（対格）はペン（対格主語）が必要だ)など。動詞は常に三人称の形である。
古スウェーデン語にも斜格主語があった。スウェーデン語の動詞は15世紀頃、つまり、現代スウェーデン語が始まった頃、動詞は主語の人称に一致させなければならなかった。 スウェーデン語ではすべての主語と動詞の一致は話し言葉では17世紀までになくなってしまっていたが、数の一致は、遅くは20世紀に書き言葉に残っていた。
斜格主語は西ゲルマン諸語（古英語、中英語を含む）、ロマンス諸語、スラブ諸語に渡って、あまり見られないものでもある。
フィンランド語では属格主語が存在する。 Minun(I-Sg.Gen.) täytyy(have to, should. must) tehdä (do) tämä(this-Nom.) nyt(now).(私(属格)は今それ(主格)をしなければならない。)にみられるtäytyäは属格主語+三人称の動詞という形である。その他pitää、tulla、ollaなどの動詞と不定法や受動現在分詞でtäytyäのように義務を表す構文が存在する。
多くの言語学者、特に認知言語学のいろんな学派の言語学者は、quirky subject(一見変わった主語）と言う用語は使っていない、というのは、その用語は主格対格型の言語にバイアスがかかっているからである。しばしば、「一見変わった主語」は節の述語によって意味付けられる。例えば、与格主語は多くの言語で知覚的、認知的、経験的な状態を示す述部に対応する。いくつかの場合では、言語類型論で活格言語となるものの影響の証拠として見られうる。

## 関連する文献
Fanselow, Gisbert (2002). "Quirky 'subjects' and other specifiers"  
Retrieved from "[:en]
. in Dieter Wunderlich; Ingrid Kaufmann; Barbara Stiebels. More Than Words: A Festschrift for Dieter Wunderlich. Berlin: Akademie Verlag. pp. 227–250. ISBN 3050037598. 